# Воєнні злочини в Харківській області під час російсько-української війни

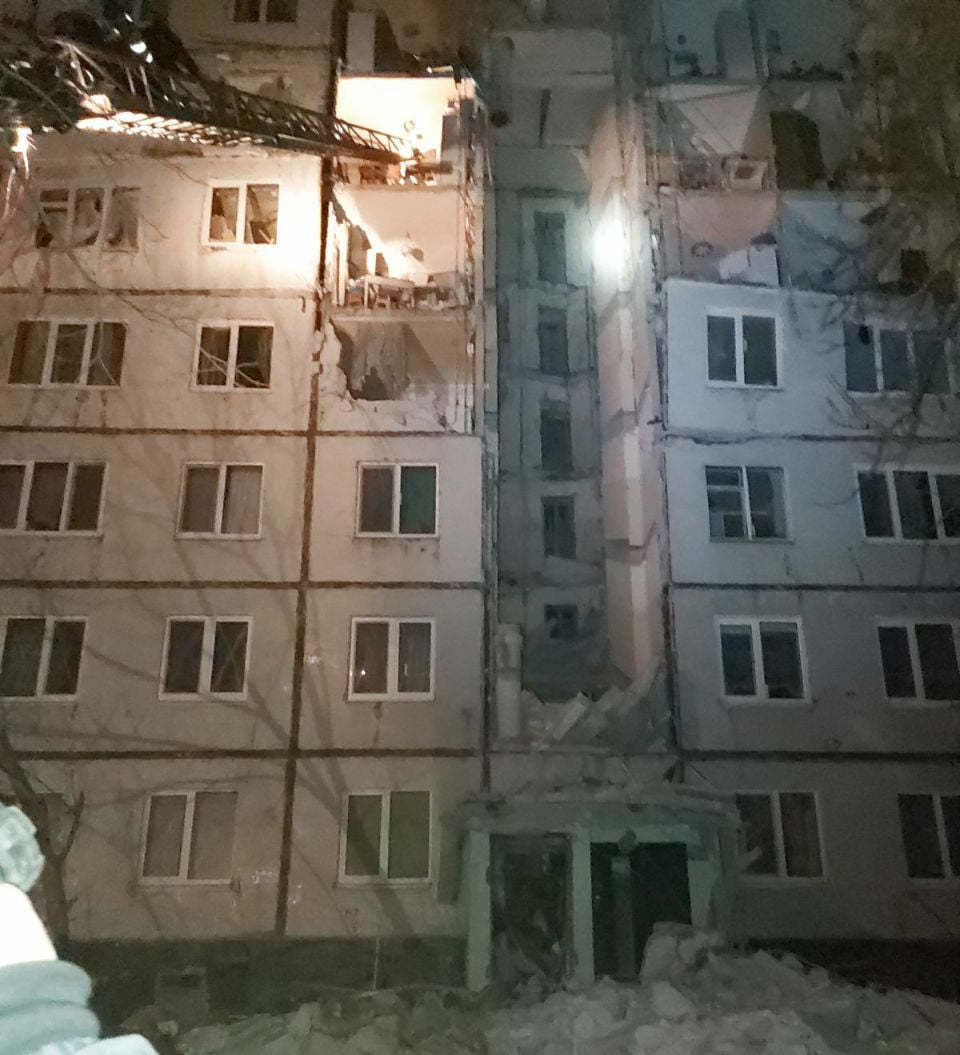
Житловий будинок у Харкові, частково зруйнований 26 лютого 2022
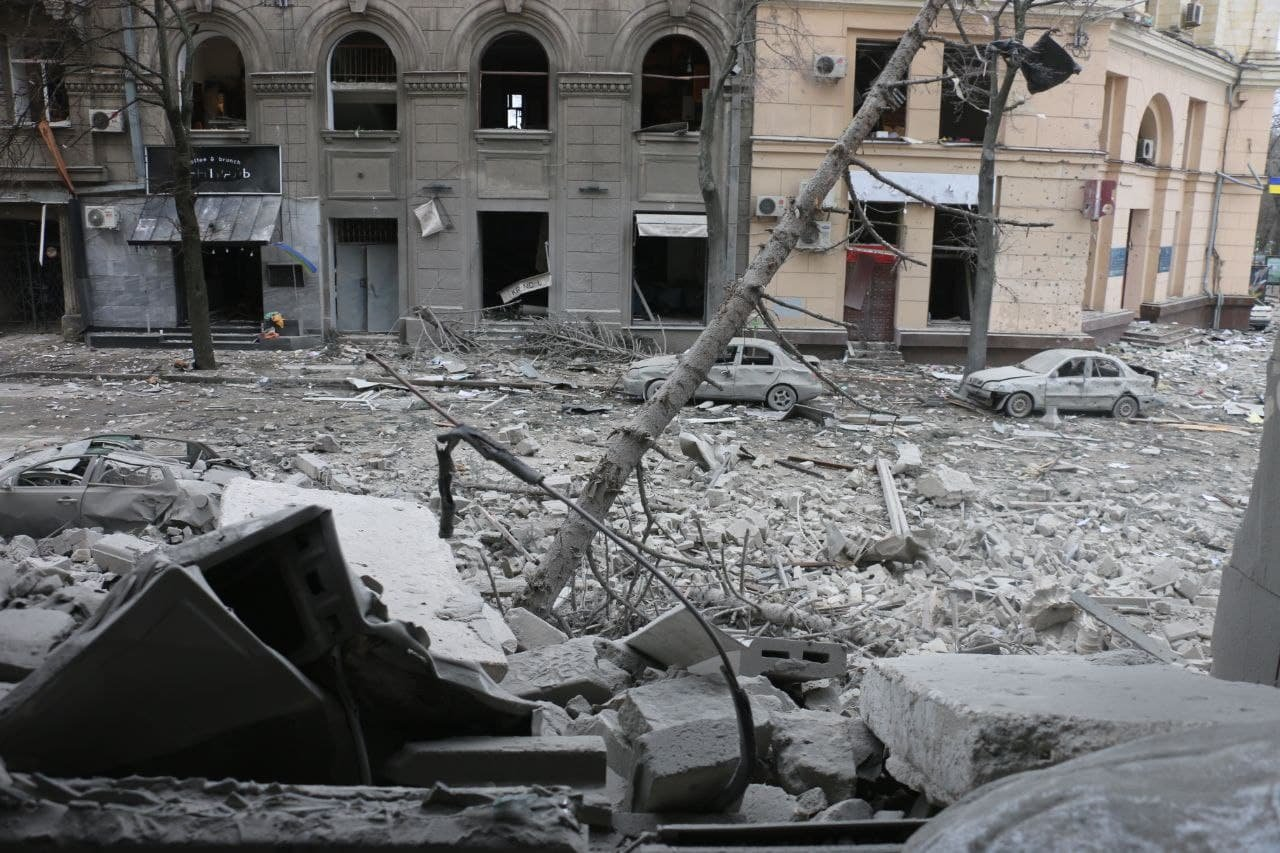
Вулиця Харкова, зруйнована російським бомбардуванням
- Обстріл Харківської ОДА
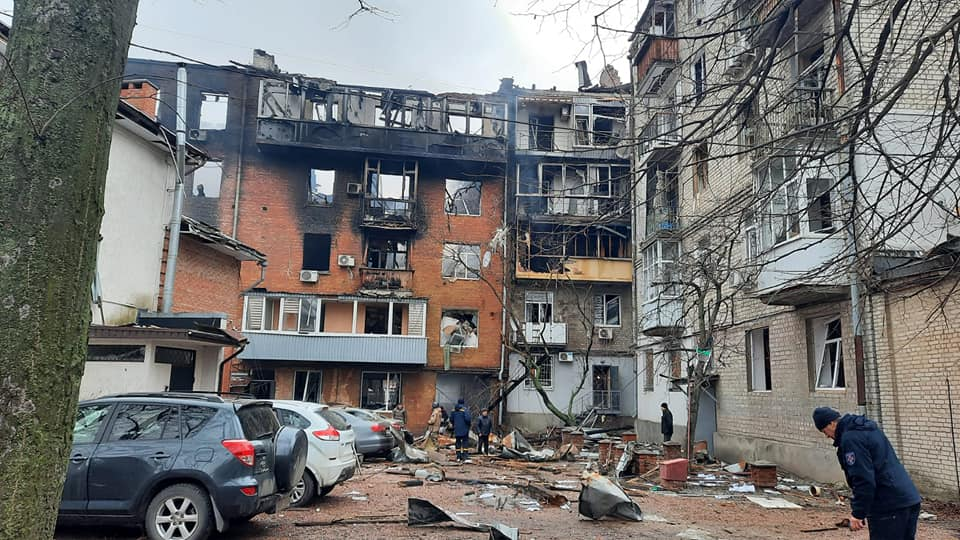
Руйнування житлових будинків після обстрілів у Харківські області
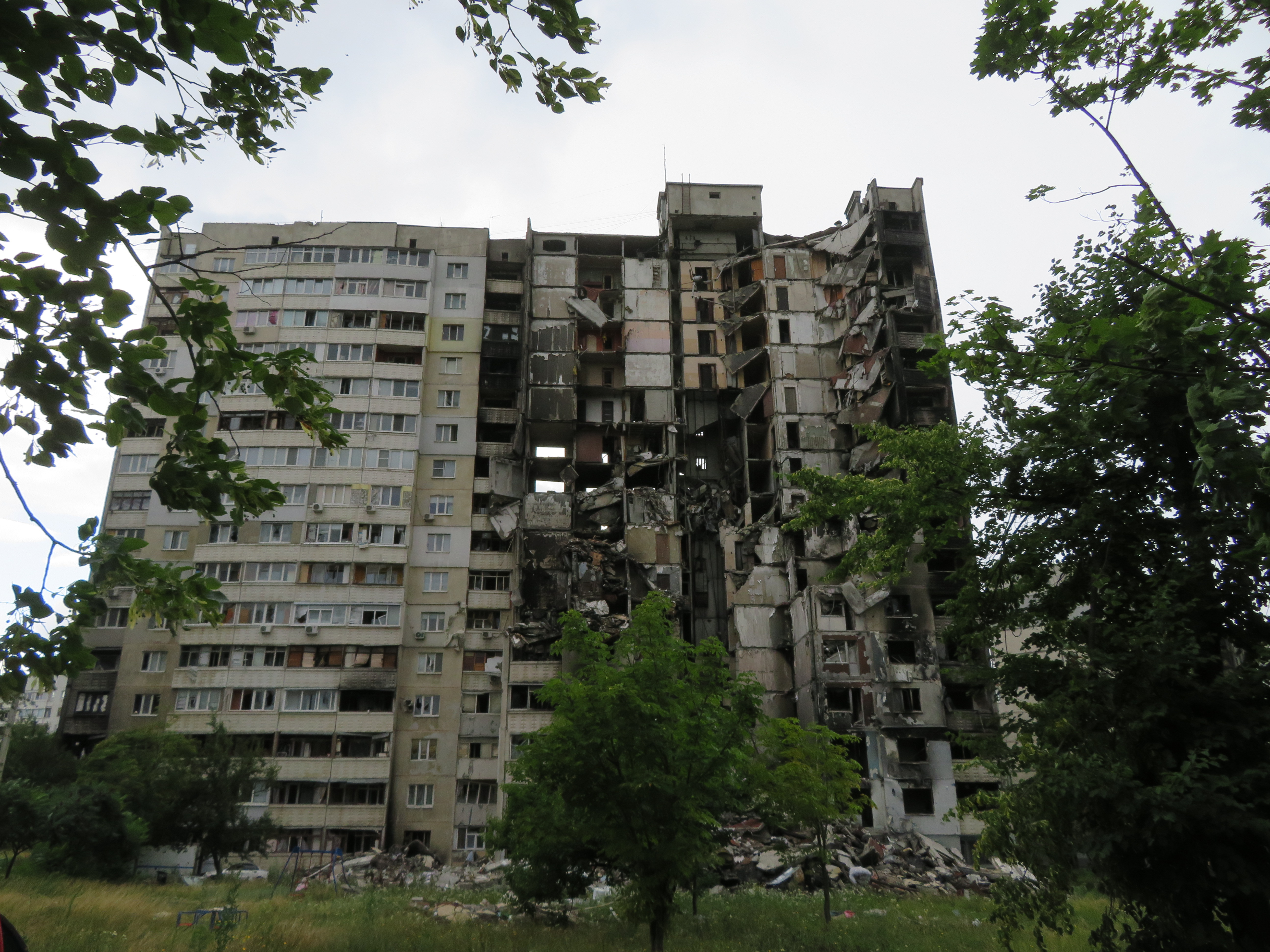
знищені росіянами житлові будинки на Салтівці

#### Обстріли
Лютий-вересень 2022
15 березня у Харкові снаряд влучив у житловий будинок на перехресті вулиці Танкопія та бул. Богдана Хмельницького. Станом на 16 березня на Харківщині внаслідок російського нападу загинули близько 500 мирних мешканців.
Станом на початок квітня у Харкові внаслідок обстрілів пошкодження отримали 1 937 об'єктів, частина з них знищена повністю, зруйновано 75 шкіл та 1671 житловий будинок, 54 дитячих садочки, 16 лікарень, 239 адміністративних будівель. 3 квітня у Харкові внаслідок обстрілу російськими військами житлових будинків у Слобідському районі загинуло щонайменше семеро мирних мешканців, поранено 34 особи, з них троє дітей. 24 квітня окупанти завдали удару по районах Олексіївки, Салтівки та Північної Салтівки Харкова, унаслідок чого поранили трьох людей. Крім того, вдень росіяни обстрілювали Золочівський і Чугуївський райони. За попередніми даними, двоє людей загинули — у Харкові та Чугуєві. Ще 11 людей отримали поранення: шестеро в Чугуєві, п'ятеро в Малинівці та одна людина в Золочеві.
Після Слобожанського контрнаступу ЗСУ
3 лютого 2023 року внаслідок обстрілу ракетами з комплексу С-300 житлових кварталів, загинуло двоє цивільних. 5 лютого з С-300 були обстріляні житлові будинки у центрі Харкова.

#### Насильство, викрадення і вбивства цивільних
26 лютого 2022 року на трасі Ізюм-Харків поблизу села Волохів Яр російські окупанти обстріляли пасажирський автобус з людьми, загинули п'ятеро та поранених шестеро людей. 15 березня у смт Чкаловське Чугуївського району російські військові вбили місцевого жителя та забрали його машину. 3 квітня у Балаклії окупанти обстріляли евакуаційну колону, яка вивозила людей із зруйнованої лікарні. Вбито водія. 1 жовтня унаслідок ворожого обстрілу автоколони поблизу Курилівки загинули 24 людини, серед яких 13 дітей і вагітна жінка.
17 червня 2023 року протитанкова керована ракета росіян влучила у цивільний автомобіль, який рухався у напрямку с. Гур'їв Козачок, в автомобілі знаходилися 4 людини, які загинули на місці.

#### На окупованій території
Наприкінці лютого біля села Мала Рогань (під Харковом) окупанти взяли під контроль трасу та влаштували справжній терор ― розстріляли понад 20 цивільних авто з людьми, однак про це стало відомо лише після визволення населеного пункту. 8 березня в екопарку Харкова окупанти вбили волонтерів, які прийшли годувати тварин. 7 квітня у с. Гусарівка було знайдено 3 спалених тіла. Харківська Обласна Прокуратура повідомила, що війська РФ спершу катували жертв, а потім хотіли знищити сліди злочину.
28 лютого у Харкові внаслідок обстрілів російськими військами загинули 9 людей, 37 поранені. 28 лютого російські окупанти обстріляли житлові квартали Харкова з «Градів», є десятки загиблих і сотні поранених. За добу в Харкові було погашено 24 пожежі, спричинених ворожими обстрілами.
1 березня унаслідок удару крилатою ракетою по центру Харкова щонайменше 24 людини загинули, понад 20 травмовані. Одним із загиблих став професор Харківського національного університету імені Каразіна, науковець у галузі економіки та державного управління Олег Амосов. Того ж дня було завдано авіаудари по п'ятиповерховому житловому будинку та Харківському заводу підіймально-транспортного устаткування. Є жертви та поранені. 2 березня 2022 року війська РФ завдали удару по будівлі обласного Управління поліції в Харкові. Вночі з 1 на 2 березня 2022 року російські СУ-25 бомбардували Чугуїв та Харків. За добу в області загинула 21 особа, постраждали-112 осіб. Російські окупанти ракетними ударами на початку березня 2022 року зруйнували корпуси університету Каразіна у Харкові. Кількість жертв від авіаудару російських окупантів по Ізюму на Харківщині зросла до 8 загиблих, а в місті значні руйнування. 34 мирних жителі загинули та 285 — із них 10 дітей — отримали поранення у результаті російських обстрілів Харківської області станом на ранок 3 березня. На Харківщині у селі Яковлівка російські окупанти обстріляли мирне населення. Вбито щонайменше 3 людей, 2 з них — цивільні. У ніч на 3 березня ворог здійснив авіаналіт на село Яковлівка Харківського району. Внаслідок бомбардування, повністю або частково знищено всі будинки в селі. 6 березня 2022 року близько 12 години російськими військовослужбовцями здійснено артилерійський обстріл супермаркету «Хазар», розташованого по вул. Академіка Вальтера у м. Харкові. Внаслідок цього загинуло щонайменше 4 особи, тілесні ушкодження отримали більше 15 осіб.7 березня ввечері російські ракети знищили почесне консульство Албанії в Харкові. Раніше Росія додала Албанію до свого «списку ворогів». 8 березня, окупанти вщент розбомбили місцеву лікарню в Ізюмі на Харківщині. 8 березня окупанти вночі скинули не менше трьох авіабомб, внаслідок чого загинули двоє цивільних, серед яких 7-річна дитина. Через обстріл російською армією села Слобожанське Балаклійської громади Ізюмського району було зруйновано приватний будинок. Під завалами загинуло 5 людей, у тому числі 2 дітей, одна дитина поранена. Ввечері 10 березня окупанти обстріляли район П'ятихатки, де розташований Харківський фізико-технічний інститут, і знеструмили дослідницьку ядерну підкритичну установку (ЯПУ) «Джерело нейтронів» 14 березня російські війська відкрили вогонь по автобусу в якому мирні мешканці Ізюму на Харківщині намагалися покинути місто. 15 березня військовослужбовці РФ здійснили артилерійський обстріл смт. Золочів Харківської області. Унаслідок влучення бойових снарядів загинули дві жінки і три чоловіки. Ще троє чоловіків дістали поранень. Крім того, зруйновано та пошкоджено низку житлових будинків та автомобіль. 15 березня у Харкові внаслідок обстрілу було пробито дах історичної синагоги на вулиці Чоботарській біля Благовіщенського ринку. Залишки та уламки другої ракети впали у дворі синагоги. 16 березня окупаційна армія інтенсивно обстрілювала житлові квартали селища Слатине та м.Дергачі. У Слатине 2 людей загинули, 5 отримали важкі поранення. У Дергачах загинула 1 людина. 17 березня російські війська проводили обстріли та повітряні бомбардування різних об'єктів житлових кварталів Харкова та інших населених пунктів області. У Мерефі в результаті ворожого обстрілу постраждала школа, і в будівлі сталася пожежа. 17 березня внаслідок артилерійських обстрілів міста Мерефи у Харківській області загинула 21 людина. Ще 25 осіб дістали поранення, 10 з них перебувають у важкому стані. У Харкові під час обстрілу 17 березня постраждав храм Смоленської ікони Божої Матері. 17 березня на ринку «Барабашово» внаслідок обстрілу Харкова російськими військовими сталася пожежа. Поруч з місцем пожежі знайдено снаряди від системи залпового вогню «Град». Внаслідок обстрілу 18 березня 2022 року зруйновано корпус закладу вищої освіти у Харкові, 1 особа загинула, 1 — під завалами, 11 людей постраждали. У ніч на 20-те березня окупаційні війська Росії обстріляли Індустріальний район Харкова. Загинули п'ятеро цивільних, серед них — одна дитина. 21 березня окупанти обстріляли харківський супермаркет «Рост», у якому перебували цивільні жителі міста. Снаряд впав посеред черги. 21 березня на Харківщині російський танк розстріляв авто, де перебувала сім'я з двома дітьми. Батьки та 9-річна дівчинка загинули, 17-річний хлопець отримав поранення. 22 березня було обстріляно м. Лозова. Знищено близько 20 житлових будинків приватного сектору. Пошкоджено школи і дитячі садочки. 24 березня у Харкові російськими військами було обстріляно пункт «Нової пошти», біля якого місцеві мешканці отримували гуманітарну допомогу. За попередніми даними 6 людей загинули і 15 поранені. 25 березня російські нацисти обстріляли міську поліклініку в Основ'янському районі міста Харкова, де розташований центр видачі гуманітарної допомоги. 4 людини загинули, 3 поранені. 25 березня у Харкові було обстріляно ринок «Барабашово». Вогонь охопив близько 20 торгових майданчиків. 26 березня російські окупанти обстріляли Дробицький Яр у Харкові. Було пошкоджено меморіальний комплекс, створений на місті, де під час Другої світової війни нацистами було розстріляно від 16 до 20 тисяч жертв Голокосту.
2 квітня російські окупанти влучили у районну лікарню Балаклії. Будівля частково пошкоджена. Близько 70 пацієнтів і медичний персонал потребують негайної евакуації. 4 квітня 2022 року російські окупанти здійснили артилерійський обстріл м. Чугуїв Харківської області. В результаті ряд будинків пошкоджено і зруйновано. Дві людини загинули. У ніч на 6 квітня російські окупанти нанесли 27 ударів із різних видів зброї по житлових кварталах Харкова. Внаслідок артобстрілу росіянами окупованого міста Балаклія на Харківщині у середу 6 квітня 2022 року загинуло троє людей. 7 квітня російські окупаційні війська нанесли 48 ударів із артилерії, мінометів, танків та РСЗВ по центру Харкова, районах Салтівки, П'ятихаток, Олексіївки, Дергачах. За попередніми даними 1 жінка загинула, ще 14 людей поранені. 10 квітня було оголошено, що під час обстрілів 7 квітня загинув Олександр Корсун — старший викладач кафедри неорганічної хімії хімічного факультету Харківського національного університету імені Каразіна. 10 квітня внаслідок обстрілів Харківщини російськими окупаційними військами загинуло 11 людей, у тому числі 1 дитина, поранено 14. При обстрілі села Пісочин загинули двоє людей, троє — поранено. Пошкоджено низку житлових будинків та автомобілів. Російські окупанти обстріляли Харків та інші населені пункти області вдень 11 квітня 2022 року, внаслідок чого загинуло 8 людей, зокрема дитина 13 років. 12 квітня російські військовослужбовці обстріляли смт Бабаї Харківського району. Одна людина загинула, двоє поранені. Також пошкоджено та зруйновано низку житлових будинків. Внаслідок обстрілу російською армією Немишлянського району Харкова 13 квітня троє мирних мешканців загинули, четверо поранено. Російські окупанти обстріляли Немишлянський район Харкова, загинули три особи, четверо отримали поранення. «За час повномасштабного вторгнення РФ загинули 503 мирних жителів Харківщини, з них — 24 дитини. Це невинне цивільне населення, ми їм не пробачимо жодного життя!» — повідомив у четвер, 14 квітня, голова Харківської обласної військової адміністрації Олег Синєгубов.
14 квітня російські окупанти обстріляли село Олександрівка Богодухівського району. Внаслідок обстрілу поранено жінку і двох дітей віком 9 та 11 років. Пошкоджено житлові будинки та систему газового опалення.
15 квітня російські військовослужбовці обстріляли реактивними системами залпового вогню «Ураган» Індустріальний район Харкова. Загинули 10 мирних жителів, серед них 7-місячна дитина. Ще 35 людей поранено.
Окупанти обстріляли евакуаційні автобуси на Харківщині. 7 людей загинули, 27 поранені.
16 квітня російські військові обстріляли три райони Харкова, у тому числі ринок, крилатими ракетами калібр. Троє людей загинули, 20 поранені.
17 квітня внаслідок обстрілу центру Харкова за попередніми даними загинули 5 людей, ще 13 — поранено. Пошкоджено низку житлових будинків, інститути та об'єкти інфраструктури.
У ніч на 18 квітня російські військові завдали артилерійського удару по храму Преображення Господнього православної церкви московського патріархату у Харкові.
18 квітня у Харкові російські окупанти обстріляли райони Нових будинків поблизу пункту видачі гуманітарної допомоги. Одна людина загинула, шестеро поранені.
Російські окупанти 18 квітня 2022 року завдали удару по Немишлянському району Харкова, внаслідок чого загинули три особи. Кількість поранених наразі встановлюється.
19 квітня внаслідок обстрілів російськими військовими житлових районів Харкова щонайменше 3 людини загинули та 16 отримали поранення.
Російські окупанти 19 квітня 2022 року обстріляли з «Урагану» Московський район Харкова: 4 людини загинули, 14 поранені.
Російські окупанти вбили двох співробітників харківського екопарку і сховали їхні тіла. Двоє хлопців, що залишилися годувати тварин, були розстріляні зі зброї, заховані у приміщенні туалету та забарикадовані.
20 квітня російські окупанти обстріляли ракетами житловий будинок та McDonald's на Бекетова у Харкові.
21 квітня внаслідок влучання снаряда окупантів в автомобіль на Харківщині загинули двоє цивільних.
22 квітня російські окупанти нанесли по області 56 ударів із артилерії, реактивних систем залпового вогню та мінометів. У Харкові від обстрілів постраждали Салтівка, Олексіївка, район селища Жуковського, П’ятихатки, ХТЗ. Продовжувалися обстріли у Чугуївському районі та Барвінковому на Ізюмщині. Внаслідок обстрілів у області постраждали 19 мирних жителів, семеро з них — у Харкові. Дві людини загинули.
Після звільнення села Гусарівка на Харківщині з-під російської окупації українські захисники знайшли в підвалі одного з будинків спалені тіла жінки й чоловіка. Російські окупанти катували чоловіка та жінку, а після цього спалили їхні тіла.
23 квітня російські війська обстріляли селище міського типу Слатине, внаслідок чого загинуло двоє мирних жителів. Снаряд влучив у житловий будинок.
23 квітня російські війська здійснили ракетний обстріл у напрямі  холодокомбінату Одеського порту, що могло створити хімічне забруднення і розцінюється як хімічна атака.  Обидві ракети були збиті українською ПВО.
24 квітня в Ізюмському районі російські окупанти зруйнували школу у селі Подолівка та покшкодили низку житлових будинків у селі Архангелівка.
Вовчанську на Харківщині окупанти вивезли один із заводів на територію РФ, а у приміщеннях заводу влаштували певну тюрму, справжній концтабір, де людей піддають певним тортурам, змушують співпрацювати, ставати до лав ЗС РФ.
Попри Великдень, окупанти 24 квітня 2022 року обстрілювали Харківщину, загинули дві людини, 14 осіб отримали пораннення.
25 квітня 2022 року російські окупанти обстрілювали Харків, Харківський та Золочівський райони області. У Дергачах та сусідніх селах загинули троє мирних жителів, ще одна людина поранена. У Золочівському районі - один загиблий і четверо поранених. У Харкові повністю зруйновано квартири на двох поверхах багатоповерхового будинку. Чотири особи отримали поранення.
26 квітня внаслідок обстрілів окупантами Харкова загинули три людини, семеро поранені.
Російські окупанти 28 квітня 2022 року продовжували обстрілювати Харківську область, внаслідок чого загинули 5 цивільних осіб та ще 11 дістали поранень.
На Харківщині Ізюмського району російські окупанти катували та застрелили 27-річного місцевого жителя, який брав участь в АТО як медик. Крім того, на дорозі між Гусарівкою та Шевелівкою знайшли автомобіль, який розстріляли окупанти. В автомобілі знаходилися тіла родини: тато, мама та їх трирічний син. Правоохоронці також знайшли спаленими у підвалах трупи українців, яких спочатку катували, а потім, намагаючись приховати злочини, скинули в підвали разом із деревиною та автопокришками і підпалили.
На Харківщині внаслідок російських обстрілів у неділю 1 травня 2022 року загинуло 3 мирних мешканців, 8 поранено.
На території залізничного вокзалу у Козачій Лопані на Харківщині  був створений окупаційними військами своєрідний "тортурний табір", де у підвал спускали людей, застосовували до них фізичну силу, катували й допитували: і волонтерів, і місцеве населення. За час з 24 лютого у Козачій Лопані загинули близько сотні людей.
За добу 2 травня 2022 року російські військові 5 разів обстріляли житлові райони Харкова, внаслідок чого поранено 5 мирних жителів. За словами очільника Харківської ОВА Олега Синєгубова, на звільнених від російських окупантів територіях області зруйновано велику частину (до 90%) приватних будинків, школи, дитячі садки, немає світла і газу, а через бої та обстріли, що тривають, там небезпечно перебувати.
2 травня від ворожих атак постраждали населені пункти Богодухів, Золочів, Мала Данилівка, Чугуїв. Внаслідок обстрілів загинули троє людей, ще вісім отримали поранення.
Через обстріли росіян 4 травня 2022 року у Харківській області загинула людина, поранення дістала 11-річна дитина.
Російський снайпер 5 травня 2022 року застрелив 68-річного чоловіка на Харківщині.
Внаслідок російського ракетного обстрілу   5 травня 2022 року у Лозівській громаді на Харківщині загинула людина.
На Харківщині російські окупанти знищили та пограбували фермерські господарства у Дергачівській громаді.
Рашисти на Харківщині 6 травня 2022 року відкрили вогонь по колоні автомобілів з мирними мешканцями. Загинули чотири особи.
Окупанти 7 травня 2022 року ракетним ударом знищили музей філософа та поета Григорія Сковороди на Харківщині, є поранений.
Сьогодні 8 травня 2022 року поблизу села Циркуни на Харківщині знайдено тіла двох місцевих жителів, яких перед втечею із села розстріляли російські окупанти.
Через обстріли російських окупантів 8 травня в Харківській області загинуло 5 людей, ще 5 дістали поранення.
На трасі у бік села Циркуни знайшли тіла трьох цивільних. Циркуни зараз - це суцільний воєнний злочин Росії, тому що велика кількість будинків зруйнована, велика кількість адміністративних будівель, школи. Знайдені тіла цивільних людей.
На Харківщині у вівторок 10 травня 2022 року внаслідок ворожих обстрілів одна людина загинула і 10 дістали поранень.
Внаслідок ракетного удару росіян 11 травня 2022 року по Лозівській громаді у Харківській області загинула людина.
Російські окупанти 11 травня 2022 року обстріляли селище Циркуни на Харківщині запалювальними снарядами.  Селище спалахнуло у кількох місцях.
Під час окупації села Степанки на Харківщині російські нацисти розстріляли з танку житловий будинок, загинули троє людей.
У тимчасово окупованому Ізюмі на Харківщині під завалами будинку, який окупанти знищили ще в березні, знайшли тіла 44 загиблих цивільних.
Дві людини загинули, четверо поранені внаслідок обстрілу росіянами 12 травня 2022 року Дергачів на Харківщині.
Перший заступник міністра внутрішніх справ України Євгеній Єнін повідомив, що на Харківщині російські військові розстрілювали цивільних з танка.
Внаслідок обстрілу російськими військами 16 травня 2022 року смт Печеніги (Чугуївський район Харківської області) одна людина загинула, ще одна отримала поранення.
Внаслідок масованих обстрілів російської армії у Харкові знищено єдиний у країні та один із найбільших у світі Банк генетичних ресурсів рослин України.
Окупанти 19 травня 2022 року знову розпочали нищівні обстріли по Харкову й населених пунктах в області, внаслідок чого один чоловік загинув і кілька людей, зокрема дітей, дістали поранення.
За добу 19 травня 2022 року зі звільненої Харківщини надійшло 56 дзвінків про сексуальне насильство росіян. Гвалтували дітей на очах у матерів.
Російська ракета 20 травня 2022 року влучила в місцевий Будинок культури в Лозовій на Харківщині, внаслідок чого семеро людей дістали поранення, зокрема 11-річна дитина.
Ввечері 20 травня 2022 року російські загарбники завдали ракетного удару по Харкову.
Російські окупанти не припиняли 21 травня 2022 року обстрілювати Харків та область, внаслідок чого поранення дістали 20 осіб та загинула жінка.
Внаслідок ворожих обстрілів у Харкові суттєво постраждала цивільна інфраструктура. Станом на 21 травня 2022 року зруйновано або пошкоджено майже 30% багатоповерхівок.
У Харкові в густонаселеному мікрорайоні Північна Салтівка, де проживало близько 300 тисяч осіб, станом на 22 травня 2022 року практично всі багатоповерхівки знищені.
Від початку повномасштабної війни станом на 23 травня 2022 року рятувальники Харківського гарнізону ДСНС повністю розібрали завали на 98 об'єктах, з-під яких дістали 150 тіл загиблих.
Внаслідок обстрілу росіянами Дергачівської громади Харківщини у вівторок 24 травня 2022 року загинула жінка, поранено чоловіка.
Російські окупаційні війська 25 травня обстріляли Балаклію Харківської області. Попередньо повідомляється про 2 вбитих та 7 поранених.
26 травня окупанти викрали Владислава Соловйова — сина голови Чкаловської громади на Харківщині, що перебуває в тимчасовій окупації, Віктора Соловйова.
Рашисти масовано обстрілюють Харків 26 травня 2022 року. 7 цивільних загинули, 17 дістали поранення, зокрема 9-річна дитина. Кількість жертв російського обстрілу Харкова зросла до дев’яти, 19 людей поранено. Внаслідок обстрілу Харкова 26 травня загинуло 5-місячне немовля та його батько. Мати дитини у тяжкому стані. За добу на Харківщині через ворожі обстріли сталося 10 пожеж.
Російські загарбники у Харківській області станом на 27 травня 2022 року уже вбили щонайменше 37 дітей та поранили 108, лише за дві минулі доби загинула 1 дитина та и 3 отримали поранення.
Росіяни протягом доби 28 травня 2022 року обстрілювали Харківщину, шість поранених.
Ввечері 29 травня по території Харківської та Сумської областей з території РФ було завдано ракетного удару. У місті Мерефі Харківської області повідомляють про вибухи. У місті сильна пожежа.
Внаслідок обстрілу Харкова у понеділок 30 травня 2022 року поранено 3 мирних мешканців, у тому числі 16-річного хлопця.
Внаслідок обстрілів на Харківщині 30 травня поранено 5 людей.
Російські війська 31 травня 2022 року понад 10 годин обстрілювали селище Золочів на Харківщині, одна літня жінка загинула, іншу тяжко поранено.
Внаслідок обстрілів на Харківщині 31 травня 2022 року загинули 4 особи, 7 зазнали поранень.
Минулої ночі російські окупанти обстріляли Київський та Слобідський райони Харкова. Загинула 1 жінка, 1 чоловік дістав поранення.
В ніч на 3 червня російські військові обстріляли Золочів Харківського району. Вони знищили приміщення лікарні у Золочеві на Харківщині.
Унаслідок ворожих обстрілів п'ятеро осіб загинули, 12 зазнали поранень за минулу добу 7 червня 2022 року на Харківщині.
Внаслідок ворожого обстрілу Харкова ввечері 8 червня у Новобаварському районі міста сталися пожежі, в результаті яких загинули дві людини, четверо осіб отримали травми.
Кількість жертв вчорашнього 8 червня 2022 року російського обстрілу в Харкові збільшилася до трьох. Ввечері 8 червня російські війська обстріляли Харків, спричинивши руйнування і пожежі в кафе, продовольчому магазині та шкільній бібліотеці.
Кількість мирних жителів, які загинули в результаті обстрілу російськими військами села Коробочкине Харківської області увечері 10 червня, збільшилася до 5 людей.
Російські окупанти 18 червня 2022 року обстріляли газопереробне підприємство в Ізюмському районі на Харківщині, в результаті виникла масштабна пожежа.
Внаслідок ракетного удару російських військ по Харкову 18 червня 2022 року зруйновано цех одного з підприємств.
Російські окупанти о 23:20 19 червня обстріляли Люботинський під Харковом професійний ліцей залізничного транспорту.
На Харківщині внаслідок російських обстрілів у понеділок 20 червня 2022 року загинули 3 мирних мешканців, двоє дістали поранень.
Війська РФ вранці 21 червня 2022 року обстріляли будівлю коледжу в Харкові.
На Харківщині у вівторок 21 червня 2022 року через російські обстріли загинули 15 осіб, серед яких восьмирічна дитина.
Внаслідок обстрілу російськими військами району Північна Салтівка у Харкові в понеділок загинуло щонайменше 5 людей, постраждали 22, з них 5 дитини.
Російська ракета 11 липня 2022 року влучила в житлову шестиповерхівку у центральній частині Харкова.
Внаслідок обстрілу росіянами цивільної автоколони біля села Курилівка Куп’янського району Харківщини 25 вересня 2022 року загинули 24 людини, серед них вагітна жінка і 13 дітей.
Одна людина загинула та ще одна дістала поранення у результаті російських обстрілів Харківської області 30 січня.

#### Після звільнення
У Харківській області станом на 29 жовтня виявлено 765 загиблих під час окупації. З них лише 453 ідентифіковано.
У деокупованих населених пунктах Харківщини, Донеччини та Херсонщини станом на 3 листопада виявили тіла 868 цивільних, які загинули під час російської окупації.
Жертви замінування територій
17 жовтня 2023 року у селі Піски-Радьківські Борівської громади Ізюмського району 52-річний тракторист загинув внаслідок підриву на міні. Станом на 16 жовтня від початку повномасштабного вторгнення на Харківщині сталося 236 випадків підриву цивільного населення на боєприпасах, унаслідок чого 45 осіб загинули, 227 — зазнали травм.

### Атака почесного консульства Республіки Албанія в Україні
6 березня 2022 року о 22:15, внаслідок попадання невстановленим видом озброєння та снарядами невстановленого калібру були повністю знищені офісні приміщення Почесного консульства Республіки Албанія у місті Харків, Україна. Саме цього дня міська рада Тирани ухвалила рішення про перейменування вулиці, на якій розміщено посольство російської федерації на вулицю «Вільна Україна», а Прем'єр-міністр Албанії виставив пост у Твіттері щодо даної події. Наступного дня Міністерство Європейських та Закордонних Справ Республіки Албанія направило Ноту Протесту до посольства російської федерації у Тирані і виставила пост на офіційній сторінці у Твіттері. А вже 11 березня 2022 року по житловому будинку, в якому проживав Почесний консул Республіки Албанія у м. Харкові Шахін Анвер огли Омаров, було завдано артилерійського обстрілу снарядами "смерч", внаслідок якого будинок був частково зруйнований.
За цими фактами відкриті кримінальні провадження: № 22022220000000334 (обстріл житлового будинку Почесного консула) за частиною 1 статті 438 Кримінального Кодексу України та № 22022220000000074 (обстріл офісних приміщень Почесного консульства Республіки Албанія у м. Харкові) за частиною 1 статті 438 Кримінального Кодексу України — Порушення законів та звичаїв війни. За цими кримінальними провадженнями досудове розслідування здійснює Служба Безпеки України у Харківській області, процесуальне керівництво здійснює Харківська обласна прокуратура.
Почесне Консульство Республіки Албанія у місті Харків є консульською установою та акредитоване у Міністерстві Закордонних Справ України. Уряд Албанії завжди підтримував незалежність і державні кордони України. Після повномасштабної військової агресії Албанія була однією з перших країн, яка засудила подібний акт. Така проукраїнська позиція уряду Албанії на міжнародній арені, разом з особистою активною позицією Почесного консула призвели до реальної загрози життю Почесного консула: 6 березня 2022 року приміщення Почесного консульства в Харкові було повністю зруйноване. Наступного дня, Міністерство Європейських та Закордонних Справ Республіки Албанія направило Ноту Протесту до посольства рф у Тирані і виставила пост на офіційній сторінці у Твіттері: «Албанія рішуче засуджує російську агресію, яка призвела до знищення Почесного консульства Албанії у Харкові. Винні мають бути притягнуті до відповідальності! Стоп російській агресії! Стоїмо з Україною!». Через кілька днів, 11 березня 2022 року, житловий будинок, в якому проживав Почесний консул, був вражений артилерійським обстрілом зі снарядів «смерч». 12 березня 2022 року дружина Прем'єр-міністра Албанії пані Лінда Рама звернулася зі словами підтримки до першої леді України пані Олени Зеленської та усього українського народу. «… Ви, українці, нагадуєте вільному світові, що ця незалежність має ціну, яка може бути вищою за саме життя. Ваш народ так багато дав світові в історії, культурі, економіці. Але сьогодні ваш народ надсилає вільному світові заклик до пробудження його пам’яті, якій зараз загрожує історична амнезія…». У відповідь Олена Зеленська відзначила системну та потужну підтримку України та українців з боку Республіки Албанія. Окрім того, Перша леді України відзначила послідовність подій між перейменуванням вулиці в Тирані, де розташоване посольство Росії, на вулицю «Вільної України» та знищенням Почесного консульства Республіки Албанії в Україні (розташованого у місті Харкові): «Кілька днів тому черговий російський удар по Харкову знищив серед іншого Почесне консульство Албанії в Україні. Напередодні албанська столиця Тирана вирішила перейменувати у себе вулицю, де розташоване посольство Росії, на вулицю Вільної України. Ця балканська держава, яка сама пережила епоху тоталітаризму й диктатури, як ніхто розуміє боротьбу українців проти нападника-диктатора та його терору...»
17 березня 2023 року відбувся брифінг офіційного представника МЗС рф Захарової, в якому, зокрема, була приділена увага знищенню будівлі Почесного консульства Республіки Албанія у місті Харкові, але рашистська влада намагалася зняти з себе відповідальність за цей злочин. У відповідь на нахабну брехню та перекручування фактів, того ж дня Міністерство Європейських та Закордонних Справ Республіки Албанія виставило лаконічний пост у Твіттері: «Албанія засуджує використання Росією фейкових новин щодо заперечення обстрілу Албанського Почесного консульства в Харкові. Зображення руйнації говорять самі за себе». 30 серпня 2024 року Почесний консул Республіки Албанії звернувся з відповідними позовами до відповідачів у вищезгаданих кримінальних провадженнях — РФ і В.Путіна і вони були прийняті Харківською обласною прокуратурою в особі процесуального керівника по цим провадженням. Позивач вважає, що відшкодування моральної шкоди в розмірі 1 000 000 000 грн. шляхом списання коштів з держави-спонсора тероризму (рф) та головнокомандувача війська цієї держави на його користь буде справедливою компенсацією, пропорційною до вчинених щодо нього, як громадянина України і Почесного консула Республіки Албанія порушень права на життя та особисту недоторканність. Позивач вважає, що відшкодування моральної шкоди в розмірі 1 000 000 000 євро шляхом списання коштів з держави-спонсора тероризму (рф), головнокомандувача війська цієї держави та афільованих до нього злочинних структур на користь Почесного консульства Республіки Албанія буде справедливою компенсацією, пропорційною до вчинених щодо консульської установи та співробітників консульства порушень статусу закладу, а також права на життя та особисту недоторканність людей. У грудні 2023 року він подав до Київського районного суду міста Харкова позовну заяву про відшкодування матеріальної та моральної шкоди внаслідок ведення бойових дій з порушенням звичаїв та традицій війни, відповідачі — російська федерація та особисто її диктатор в.в. путін, інтереси позивача захищає Адвокатська корпорація «Тарасенко і партнери». Наразі справа знаходиться на стадії розгляду.